# منتخب تشيلي لكأس ديفيز
منتخب تشيلي لكأس ديفيز (بالإسبانية: Equipo de Copa Davis de Chile)‏ هو ممثل تشيلي الرسمي في كرة المضرب في كأس ديفيز.